# Kirkbya
Kirkbya is een geslacht van uitgestorven kreeftachtigen uit de klasse van de Ostracoda (mosselkreeftjes).

## Soorten
- Kirkbya aequalis Croneis & Funkhouser, 1939 †
- Kirkbya alpina Guembel, 1878 †
- Kirkbya arcuata Roth, 1929 †
- Kirkbya arkansana (Girty, 1910) Roth, 1929 †
- Kirkbya atolla Ishizaki, 1964 †
- Kirkbya bendensis Harlton, 1933 †
- Kirkbya bifrons Croneis & Thurman, 1939 †
- Kirkbya billobata Posner, 1951 †
- Kirkbya biltmorensis Loranger, 1954 †
- Kirkbya bohemica Pribyl & Snajdr, 1951 †
- Kirkbya buekkensis Kozur, 1985 †
- Kirkbya canyonformis Hou, 1954 †
- Kirkbya centrotumida Ishizaki, 1964 †
- Kirkbya chovanensis Samoilova & Smirnova, 1960 †
- Kirkbya clarocarinata Knight, 1928 †
- Kirkbya collaris Richter, 1867 †
- Kirkbya cornuta Robinson, 1978 †
- Kirkbya cornuta Yanishevsky, 1927 †
- Kirkbya costata Samoilova & Smirnova, 1960 †
- Kirkbya cursa Christopher, Hoare & Sturgeon, 1990 †
- Kirkbya cymbula Ulrich, 1900 †
- Kirkbya distenta Roth, 1929 †
- Kirkbya dorsoconvexa Geis, 1932 †
- Kirkbya egremontensis Loranger, 1954 †
- Kirkbya elliptica Sun (Quan-Ying), 1984 †
- Kirkbya elongata Cooper, 1941 †
- Kirkbya fcrkansana (Girty, 1910) Harlton, 1929 †
- Kirkbya fernglenensis Benson, 1955 †
- Kirkbya firma Kellett, 1933 †
- Kirkbya flaccida Robinson, 1978 †
- Kirkbya fossula Croneis & Bristol, 1939 †
- Kirkbya germana (Ulrich, 1900) Bassler & Kellett, 1934 †
- Kirkbya glypta (Jones, 1850) Jones, 1859 †
- Kirkbya heckeri Posner, 1951 †
- Kirkbya hubeiensis Sun & Lin, 1988 †
- Kirkbya humerosa Cooper, 1941 †
- Kirkbya ima Buschmina, 1979 †
- Kirkbya intermedia Croneis & Thurman, 1939 †
- Kirkbya jolliffana Bradfield, 1935 †
- Kirkbya karpinskya Tschigova, 1960 †
- Kirkbya keiferi Benson, 1955 †
- Kirkbya kellettae (Bradfield, 1935) Bless, 1974 †
- Kirkbya kirkbyana (Jones, 1901) Yanishevsky, 1927 †
- Kirkbya kitakamiensis Ishizaki, 1964 †
- Kirkbya knuepferi Kozur, 1985 †
- Kirkbya laciniata Knight, 1928 †
- Kirkbya lessnikovae Posner, 1951 †
- Kirkbya magna Roth, 1929 †
- Kirkbya magniforma Ishizaki, 1964 †
- Kirkbya marginata Croneis & Funkhouser, 1939 †
- Kirkbya minima Kummerow, 1924 †
- Kirkbya minuta Zanina, 1956 †
- Kirkbya mooreana (Jones & Kirkby, 1885) Coryell & Brackmier, 1931 †
- Kirkbya moorei Kellett, 1933 †
- Kirkbya multicresta Ishizaki, 1964 †
- Kirkbya nagaiwensis Ishizaki, 1964 †
- Kirkbya namuriana Pribyl, 1958 †
- Kirkbya nipponica Ishizaki, 1964 †
- Kirkbya nodosa Kummerow, 1953 †
- Kirkbya novascotica Dehey & Fahraeus, 1987 †
- Kirkbya nugangensis Zhang (Jin-Jian), 1982 †
- Kirkbya obliqua Bradfield, 1935 †
- Kirkbya parva Buschmina, 1975 †
- Kirkbya penichea Brayer, 1952 †
- Kirkbya pergrandis Kellett, 1933 †
- Kirkbya permiana (Jones, 1850) Jones, 1859 †
- Kirkbya pinguis Samoilova & Smirnova, 1960 †
- Kirkbya prisca Buschmina, 1979 †
- Kirkbya pristina Zanina, 1956 †
- Kirkbya punctata Kellett, 1933 †
- Kirkbya quadrata Robinson, 1959 †
- Kirkbya rara Khivintseva, 1969 †
- Kirkbya regularia Croneis & Gale, 1939 †
- Kirkbya remesi Pribyl, 1962 †
- Kirkbya richteriana (Jones, 1859) Jones & Kirkby, 1885 †
- Kirkbya rigida Jones & Kirkby, 1885 †
- Kirkbya roessleri (Reuss, 1854) Kirkby, 1859 †
- Kirkbya rothi Geis, 1932 †
- Kirkbya scaphula Knight, 1928 †
- Kirkbya schneiderae Kotschetkova, 1959 †
- Kirkbya sinensis Hou, 1954 †
- Kirkbya spinosa Wang, 1978 †
- Kirkbya striolata (Eichwald, 1857) Jones & Holl, 1869 †
- Kirkbya subnipponica Ishizaki, 1964 †
- Kirkbya subquadriforma Ishizaki, 1964 †
- Kirkbya symmetrica Croneis & Thurman, 1939 †
- Kirkbya titicacaensis Pribyl & Pek, 1987 †
- Kirkbya tumida Roth, 1929 †
- Kirkbya turrita Croneis & Gale, 1939 †
- Kirkbya unnoda Wang, 1978 †
- Kirkbya usitata Tschigova, 1960 †
- Kirkbya valida Kellett, 1933 †
- Kirkbya variabilis Jones & Kirkby, 1886 †
- Kirkbya volginoensis Posner, 1951 †
- Kirkbya voluta Knight, 1928 †
- Kirkbya waltheri Omara & Gramann, 1966 †
- Kirkbya welleri Geis, 1932 †